# Ivan Novak
Dr. Ivan Novak (Macinec, 1884. – Čakovec, 1934.), hrvatski pravnik, publicist, književnik i političar. Kao narodni preporoditelj najzaslužniji je za oslobođenje i priključenje Međimurja domovini Hrvatskoj, nakon što je u više dužih razdoblja tijekom nekoliko prethodnih stoljeća povremeno bilo pod ugarskom upravom.

## Životopis
Istaknut borac za hrvatsku nacionalnu ideju u Međimurju. Srpsko društvo Njeguš iz Zagreba je 1908. godine imalo predavanje o Međimurju, koje je održao dr. Ivan Novak. Tada je smatrao da je ovaj kraj za naš narod izgubljen i između ostaloga je rekao: U Međimurju imade oko 86 hiljada Hrvata i nacionalna svijest je neprobuđena sasma. Premda govore kajkavskim dijalektom našega jezika ipak se osjećaju Mađarima... Mađarizaciji pripomaže u mnogome osim militarizma i klerikalizam. Popovi premda su u Zagrebu odgojeni u sjemeništu i premda bi mogli mnogo da urade za nacionalno osvješćivanje ipak ne rade ništa za to, jer bi mogli lako da izgube masne položaje. Bio je organizator vojnog pohoda hrvatske vojske za oslobođenje od Mađara i priključenje matici zemlji 24. prosinca 1918. godine. Njegovom je zaslugom Međimurje doživjelo svoj povijesni Badnjak 1918. godine, kada je izbavljeno od mađarske vlasti te se vraća matici Hrvatskoj.
Dr. Ivan Novak je bio prvi građanski povjerenik za Međimurje. Organizirao je cjelokupni javni, gospodarski i politički život u Međimurju, te mu dao snažni hrvatski pečat.
Dana 9. siječnja 1919. na trgu ispred franjevačke crkve u Čakovcu održana je javna opća skupština. Na toj skupštini donijeta je Rezolucija o odcjepljenju Međimurja od mađarske države.
Tom Rezolucijom kao i narodnim pjesmama Međimurja zabilježenim u zbirkama Dr. Vinka Žganca u Trianonu se dokazivalo
da u Međimurju ne žive Mađari nego Hrvati čemu svjedoči i ovaj citat:
Godine 1998., dakle na osamdesetu godišnjicu pripojenja Međimurja Hrvatskoj tadašnji zamjenik župana Međimurske županije Dragutin Lesar daje prijedlog obilježavanja 80. godišnjice pripojenja Međimurja Hrvatskoj Skupštini Međimurske županije koja ga i prihvaća.
Tom je prilikom na grob Dr. Ivana Novaka i njegove supruge Mile vraćen spomenik u obliku lava, djelo kipara Frana Kršinića dovršeno 1935. godine kojeg su pripadnici mađaronske ekstremističke organizacije „Štuka“ srušili, po jednim 1941., a po drugim izvorima 1942. godine.

## Vanjske poveznice
- Dr. Ivan Novak – suvremenik prvoga novca Međimurja  Arhivirana inačica izvorne stranice od 13. veljače 2007. (Wayback Machine)
- Dr. Ivan Novak – nacionalni osloboditelj i preporoditelj Međimurja
- Dr. Ivan Novak – osobni osvrt Dragutina Lesara